# Zomba, Madžarska
Zomba je vas na Madžarskem, ki upravno spada pod podregijo Szekszárdi Županije Tolna.